# Olaf Hofmann
Olaf Hofmann (* 26. Juli 1956 in Birkenau im Odenwald) ist ein deutscher Gewerkschafter der ehemaligen Gewerkschaft Leder und war vom 1. Januar 1994 bis 31. Dezember 2021 Geschäftsführer der gewerkschaftlichen Unterstützungseinrichtung der DGB Gewerkschaften GUV/Fakulta.

## Werdegang
Hofmann absolvierte von 1972 bis 1976 eine Ausbildung zum Mess- und Regelmechaniker bei der Firma Carl Freudenberg in Weinheim. Er war dort Jugendvertreter. Er wurde 1977 Nachwuchssekretär bei der Gewerkschaft Leder.
1978 wurde er Sekretär der Bezirksverwaltungsstelle Kornwestheim und wurde im selben Jahr deren Leiter. Er wechselte 1983 in die Tarifabteilung des Hauptvorstandes und wurde dort Tarifsekretär. Er gilt als Fachmann für Arbeitsorganisation mit Praktiker-Diplomen bei REFA und MTM. Er war von 1992 bis 1995 ehrenamtliche Richter am Bundesarbeitsgericht.
Vom 1. Januar 1994 bis 31. Dezember 2021 war er hauptamtlicher Geschäftsführer der GUV/Fakulta mit Hauptsitz in Ludwigsburg. 